# قاداش اوبا

قاداش‌اوبا

قاداش‌اوبا (به ترکی آذربایجانی: Qadaşoba) یک منطقه مسکونی در جمهوری آذربایجان است که در شهرستان خاچماز واقع شده‌است. قاداش اوبا ۱۳۸۴ نفر جمعیت دارد. دهیاری قاداش‌اوبا شامل روستاهای قاداش‌اوبا، آقا رحیم اوبا و حاجی عیسی اوبا است.